# Primavelans mexicana
Primavelans mexicana är en mossdjursart som först beskrevs av Soule, Soule och Chaney 1995.  Primavelans mexicana ingår i släktet Primavelans och familjen Bitectiporidae. Inga underarter finns listade i Catalogue of Life.